# Кубе (дворянский род)
Кубе (нем. Cube) — остзейский дворянский род.

## Происхождение и история рода
Линия рода прослеживается от  Зигмунда (Сигизмунда) Кубе (ок. 1620 - 1679) судьи  и бургмейстера в Дроссене.   Его сын Дэвид Кубе (1657–1705) был пастором в Гуссове.
Его сыновьями были Иоганн Давид (1686–1758) и Иоганн Фридрих (1690–1741), первый сын был пастором в Гросс Неуендорфе и основателем линии Cube-Groß Neuendorf. Эта линия вымерла вместе с известным берлинским богословом Иоганном Давидом Кубе (1724–1791). 
Его брат Иоганн Фридрих Кубе был архидиаконом и был основателем линии Cube-Goldin.
В середине 18 века представители рода приехали в Ливонию и далее расселились в Прибалтике, Финляндии и России.
24 ноября 1791 года Христофор Кубе (нем. Johann Christlieb von Cube)  был возведен в дворянство Леопольдом II. В 1822 году Фридрих Густав фон Кубе (нем. Johann Friedrich Gustav von Cube) и Леонтий Иванович Кубе (Людвиг Фердинанд фон Кубе, нем. Johann Ludwig Ferdinand von Cube) были зачислены в реестр сааремаского рыцарского общества.

## Известные представители
- Кубе, Леонтий Иванович (1788—1855) — вице-губернатор Лифляндской губернии.
  - Кубе, Карл Леонтьевич (1812—1868) — инженер-генерал-лейтенант.
  - Кубе, Юлий Леонтьевич (1815—1888) — вице-губернатор Лифляндской губернии.
- Кубе, Юлий Максимилианович (1854—1917) — генерал-лейтенант русской императорской армии.
- Кубе, Эрвин Николаевич (1874—1946) — вице-директор министерства юстиции Латвийской республики.
- Кубе, Альфред Николаевич (1886—1942) — искусствовед.
- Кубе, Елена Ивановна (1816—1868) — русская писательница; в замужестве Вельтман.